# Текстильщик (Тверская область)
Текстильщик — посёлок в Конаковском районе Тверской области. Относится к Козловскому сельскому поселению.

## История
В 1958 году указом Президиума Верховного Совета РСФСР посёлок имени Ворошилова переименован в посёлок Текстильщик.

## Экономика
В поселке действует продуктовый магазин «Селянинъ».

## Население
| 2008 | 2010 |
| ---- | ---- |
| 91   | ↘35  |